# Good Times (Elvis Presley)
| Recensione               | Giudizio |
| ------------------------ | -------- |
| AllMusic                 | [ 1 ]    |
| Christgau's Record Guide | B–       |
| Rough Guides             | [ 3 ]    |

Good Times è il 38° album in studio di Elvis Presley, pubblicato nel 1974.

## Descrizione
Il disco fu assemblato mettendo insieme i brani avanzati dalle sedute di registrazione tenutesi agli Stax Studios di Memphis nel 1973 che erano rimasti fuori dall'album precedente Raised on Rock/For Ol' Times Sake. Il titolo dell'album fu tratto dalla canzone Talk About the Good Times, uno dei brani "forti" contenuti nel disco. Molti brani sono delle reinterpretazioni di successi dell'epoca, come Spanish Eyes e She Wears My Ring. Alla sua uscita l'album non riscosse un notevole successo, raggiungendo la posizione numero 90 in classifica negli Stati Uniti e andando solo leggermente meglio in Europa (42ª posizione in Gran Bretagna). Oggi il disco è stato rivalutato dalla critica e dal pubblico, e viene considerato uno dei più "tipici" album dell'Elvis anni settanta.
Dall'album furono estratti due singoli: I've Got a Thing About You Baby che raggiunse la posizione numero 4 nella classifica riservata alla musica country, e la 39ª nella classifica generale; e My Boy (cover di un singolo di Richard Harris del 1971) che invece si piazzò alla posizione numero 14 nella classifica country e alla 20ª nella classifica pop.
Curiosamente, il brano Good Time Charlie's Got the Blues inserito nell'album, omette le seguenti strofe del testo originale:
Can't find a thing to ease the rain,

I'd love to try and settle down

Ma non riesco a trovare qualcosa per alleviare la pioggia

Mi piacerebbe provare a smettere,

Ma tutti stanno lasciando la città ormai»
(Good Time Charlie's Got the Blues - Danny O'Keefe)
La ragione per la quale Presley decise di non cantare questa strofa non è nota, ma è risaputo che Elvis fosse un forte consumatore di pillole medicinali all'epoca. Un'altra ipotesi è che egli abbia ritenuto sconveniente far menzione di un abuso di droghe in una canzone da lui cantata, temendo la reazione del suo pubblico che avrebbe potuto fraintendere. È altresì documentato che Presley, nonostante il forte abuso di farmaci del quale faceva uso, fosse un convinto sostenitore delle campagne anti droga.
Nel 2000, in occasione della ristampa in CD, l'intero album è stato accorpato, come "bonus track", all'album Promised Land.

## Tracce
1. Take Good Care of Her (Arthur Kent, Ed Warren, Edward C. Warren)
2. Loving Arms (Tom Jans)
3. I Got a Feelin' in My Body (Dennis Linde)
4. If That Isn't Love (Dottie Rambo)
5. She Wears My Ring (Felice and Boudleaux Bryant)
6. I've Got a Thing About You Baby (Tony Joe White)
7. My Boy (Bill Martin, Phil Coulter, Jean-Pierre Bourtayre, Claude François)
8. Spanish Eyes (Bert Kaempfert)
9. Talk About the Good Times (Jerry Reed)
10. Good Time Charlie's Got the Blues (Danny O'Keefe)[7]

## Formazione
- Elvis Presley - voce
- James Burton - chitarra solista
- Charlie Hodge - chitarra acustica, cori
- John Wilkinson - chitarra ritmica
- Glen D. Hardin - pianoforte
- Ronnie Tutt - batteria
- J.D. Sumner & The Stamps, Voice – cori
- Mike Leech – arrangiamenti fiati ed archi
- Glen Spreen – arrangiamento archi in I've Got a Thing About You Baby
- Al Pachucki, Dick Baxter, Mickey Crofford, Mike Moran – ingegneri del suono